# Il mare di ghiaccio
Il mare di ghiaccio (in tedesco Das Eismeer), conosciuto anche come Il naufragio della speranza, è un dipinto di Caspar David Friedrich la cui composizione si situa tra il 1823 ed il 1824. Attualmente è custodito presso la Kunsthalle di Amburgo.

## Descrizione[2]
L'opera ritrae un naufragio avvenuto nel bel mezzo di un mare di ghiaccio rotto in una miriade infinita di pezzi, le cui schegge si sono accumulate dopo l'impatto, ammassandosi l'una sopra l'altra a formare una montagna. Il ghiaccio è diventato come un dolmen, i cui bordi sporgenti e aguzzi sembrano anelare verso il cielo.
Le spesse lastre di ghiaccio si innalzano monumentalmente e la direzione diagonale di tali ammassi, insieme ai frammenti della poppa della nave che si scorgono a malapena in basso a destra del dipinto, determinano una sorta di inquietante movimento a spirale intorno alle rovine centrali. Lo sguardo dell'osservatore è quindi focalizzato quasi esclusivamente nella parte centrale del dipinto, dimenticando tutto ciò che sta intorno. Un contorno caratterizzato da colori freddi e cupi, che suscitano nello spettatore un senso d'ansia e di sgomento. Quest'opera rappresenta tutta la grandezza della natura rispetto all' uomo.
Come confermato da un'iscrizione sul relitto, la nave rappresentata nel dipinto è la HMS Griper, una delle due navi che parteciparono alle prime spedizioni al Polo Nord, di William Edward Parry.

## Storia
Il collezionista Johann Gottlob von Quandt commissionò due immagini per simboleggiare il sud e il nord. Johann Martin von Rohden aveva ricevuto l'incarico di dipingere la Natura del Meridione nel suo abbondante e reale splendore, mentre la scelta su chi potesse realizzare la natura del Settentrione in tutta la sua terrificante bellezza cadde su Friedrich. Tuttavia, come Schukowski in una lettera datata 1821 riferisce:
Durante l'inverno del 1820-21, Friedrich aveva realizzato degli studi a olio dei banchi di ghiaccio che si formavano sul fiume Elba, vicino a Dresda. Questi studi furono probabilmente inseriti in Mare di ghiaccio. 
In quegli anni racconti di spedizioni al Polo Nord vennero pubblicati di tanto in tanto in periodici e libri, tramite i quali Friedrich ebbe modo di conoscere le vicende di William Edward Parry, e delle sue spedizioni alla ricerca del Passaggio a Nord-Ovest.
L'immagine che Friedrich creò, suscitò non poca emozione sullo scultore David D'Angers, durante la sua visita a Dresda nel 1834, che successivamente disse:
Nel complesso, tuttavia, il lavoro apparve troppo radicale nella composizione, e rimase invenduto fino ad alcuni anni dopo la morte di Friedrich, nel 1840.

### Titolo

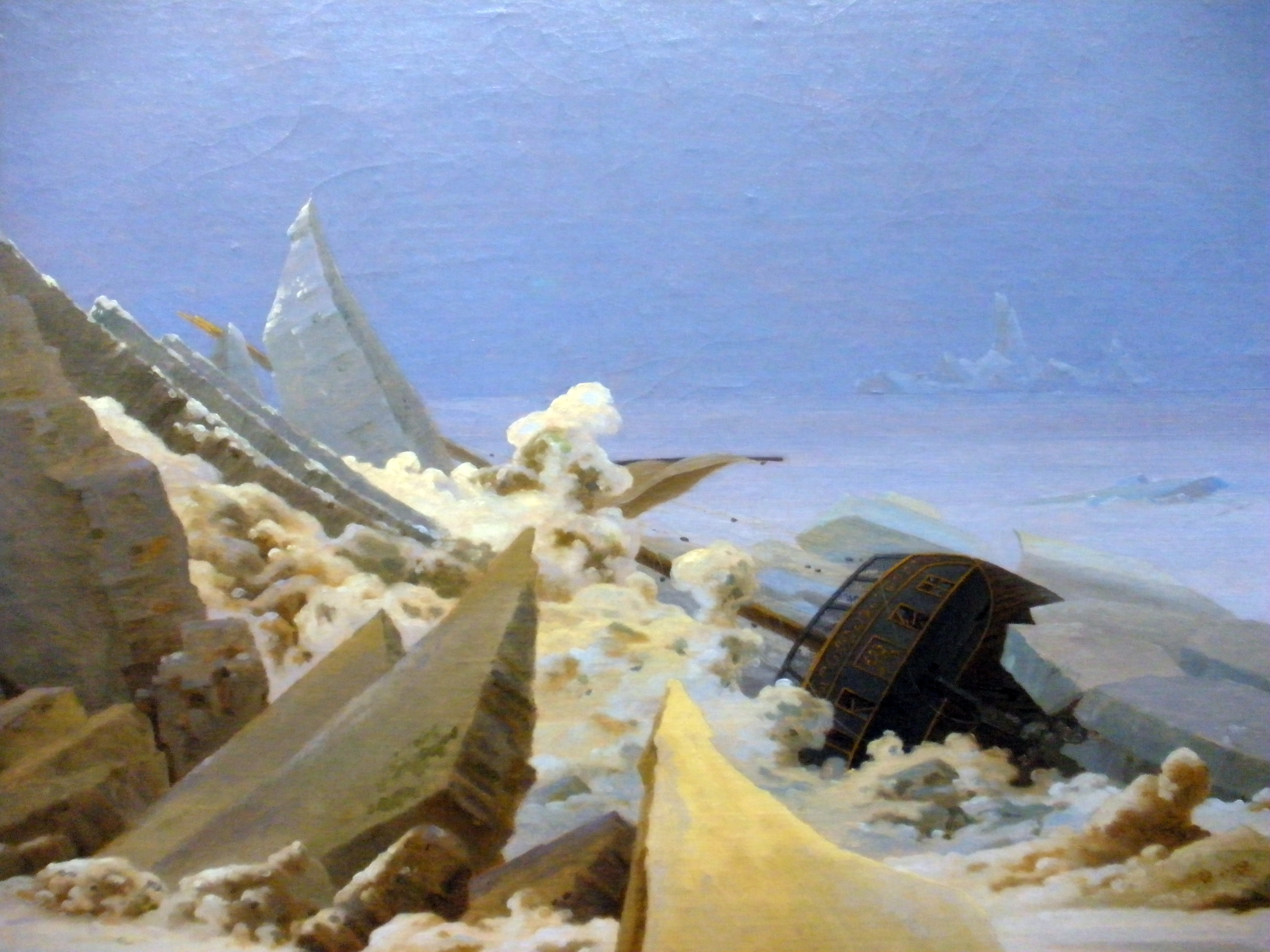
Particolare della nave naufragata

I due titoli fanno riferimento sia al presente lavoro, sia ad un altro lavoro di Friedrich, adesso perduto. Il dipinto perduto fu mostrato nel 1822 alla mostra dell'Accademia di Dresda, sotto il titolo Una nave naufragata al largo della costa della Groenlandia sotto la luce della luna piena.
Il presente dipinto invece, fu mostrato per la prima volta nel 1824 alla mostra dell'Accademia di Praga con il titolo Una scena idealizzata del mare Artico, con una nave naufragata su una massa di ghiaccio.
Durante la vendita dei dipinti di Friedrich questo lavoro è stato nominato anche come Immagine di ghiaccio. La catastrofe della spedizione al Polo Nord.

## Significato
Il tema della navigazione proviene da un'antichissima tradizione allegorica risalente alla cultura greca, ed è sempre stato visto come l'immagine dell'ossessiva e continua peregrinazione dell'uomo sulla terra in cerca di qualcosa, attraverso le avversità del mondo e della vita. Tale motivo, trasposto poi in quello del naufragio, diviene incarnazione della fragilità dell'uomo in balia degli elementi. Ed è proprio in questo ambito che si muove Il mare di ghiaccio.
Il sottotitolo dell'opera Naufragio della Speranza, tradisce la rappresentazione di quella che si pone, a tutti gli effetti, come una parabola religiosa. Il Polo Nord è inteso come un luogo nel quale il succedersi di cicli vitali rimane sempre uguale e qui l'infinito ripetersi di giorni, stagioni, anni e secoli diventa metafora dell'eternità di Dio, perché tutto resta identico e dove la nave, simbolo della vita umana, è imprigionata e non può sfuggire a quell'eternità che è la stessa di Dio. Il tentativo umano di penetrarne il mistero, quindi, è destinato a fallire.
Nulla si modifica e tutto appare immobile, come se il tempo si fosse in realtà fermato. Viene, inoltre, fatto emergere il confronto tra l'infinito e il finito che, a differenza delle opere precedenti di Friedrich, rappresenta un confronto doloroso durante il quale l'uomo e le sue opere vengono inghiottiti dall'immensa potenza della natura, che talvolta risulta essere avversa. All'opera possiamo anche dare un'interpretazione politica: la nave (la speranza), naufragata nella spedizione polare, simboleggia il naufragio delle speranze della Germania, durante la Restaurazione, esattamente come, nel 1815, la Zattera della Medusa di Géricault stava ad indicare il naufragio della Francia napoleonica.